# Théorie des cinq cercles
La théorie des cinq cercles est une stratégie d'attaque établie par John A. Warden III, colonel de l'United States Air Force, un des concepteurs de la stratégie de bombardement stratégique de la Coalition durant la guerre du Golfe développée depuis la fin des années 1980. Elle est basée sur la considération que « l'ennemi est un système » constitué de cinq cercles (ou cinq anneaux) concentriques (voir schéma).

## Les 5 cercles
Selon Warden, acclamé comme l'un des théoriciens majeurs de l'aviation américaine, il s'agit en fait d'un schéma d'organisation générique, valant aussi bien pour le « corps humain » qu'un « État industrialisé, un cartel de la drogue ou une compagnie d'électricité ». Ce schéma n'a pas tellement comme objectif de décrire une théorie des organisations que de fournir un outil d'analyse dans le cadre d'une réflexion utilitariste (coût/bénéfices) permettant de savoir quel coût ou dommages est capable d'admettre un ennemi afin d'effectuer une action déterminée : la guerre est ainsi conçue principalement comme moyen de forcer un ennemi à faire ou ne pas faire quelque chose, à l'encontre de sa volonté.
Le schéma concentrique permet, selon lui, de montrer trois choses : d'abord, que tous ces éléments forment un système ; d'autre part, que ce système est hiérarchisé : un soldat de base, qu'il soit de la mafia ou de l'armée américaine, n'a pas les mêmes pouvoirs qu'un général ou un parrain ; par ailleurs, la guerre vise à « changer l'état d'esprit de l'ennemi » et donc à influencer, directement ou indirectement, sur le premier cercle, celui du commandement :
« Contrairement à Clausewitz, la destruction des armées de l'ennemi n'est pas l'essence de la guerre ; l'essence de la guerre est de convaincre l'ennemi d'accepter votre position, et combattre ses forces militaires est au mieux un moyen pour une fin, au pire un gaspillage total de temps et d'énergie. »
- 1er cercle : le commandement
- 2e cercle : les éléments organiques essentiels (production d'énergie, fourniture de carburant, approvisionnement en nourriture et finances)
- 3e cercle : l'infrastructure, principalement les structures de communication physiques (routes, ports et aéroports)
- 4e cercle : la population (qui assure la protection et le soutien des dirigeants)
- 5e cercle : les forces armées ennemies

Selon cette théorie, il est nécessaire de frapper l'un ou quelques-uns de ces cinq cercles (et plus particulièrement leurs points décisifs), ou à tout le moins le plus possible d'entre eux, afin de paralyser durablement les forces ennemies. Cette frappe doit se faire idéalement par bombardement aérien, permettant à l'attaquant de minimiser ses propres pertes. Les armées ennemies deviennent alors des « appendices inutiles ».

## L'aviation et la destruction des infrastructures

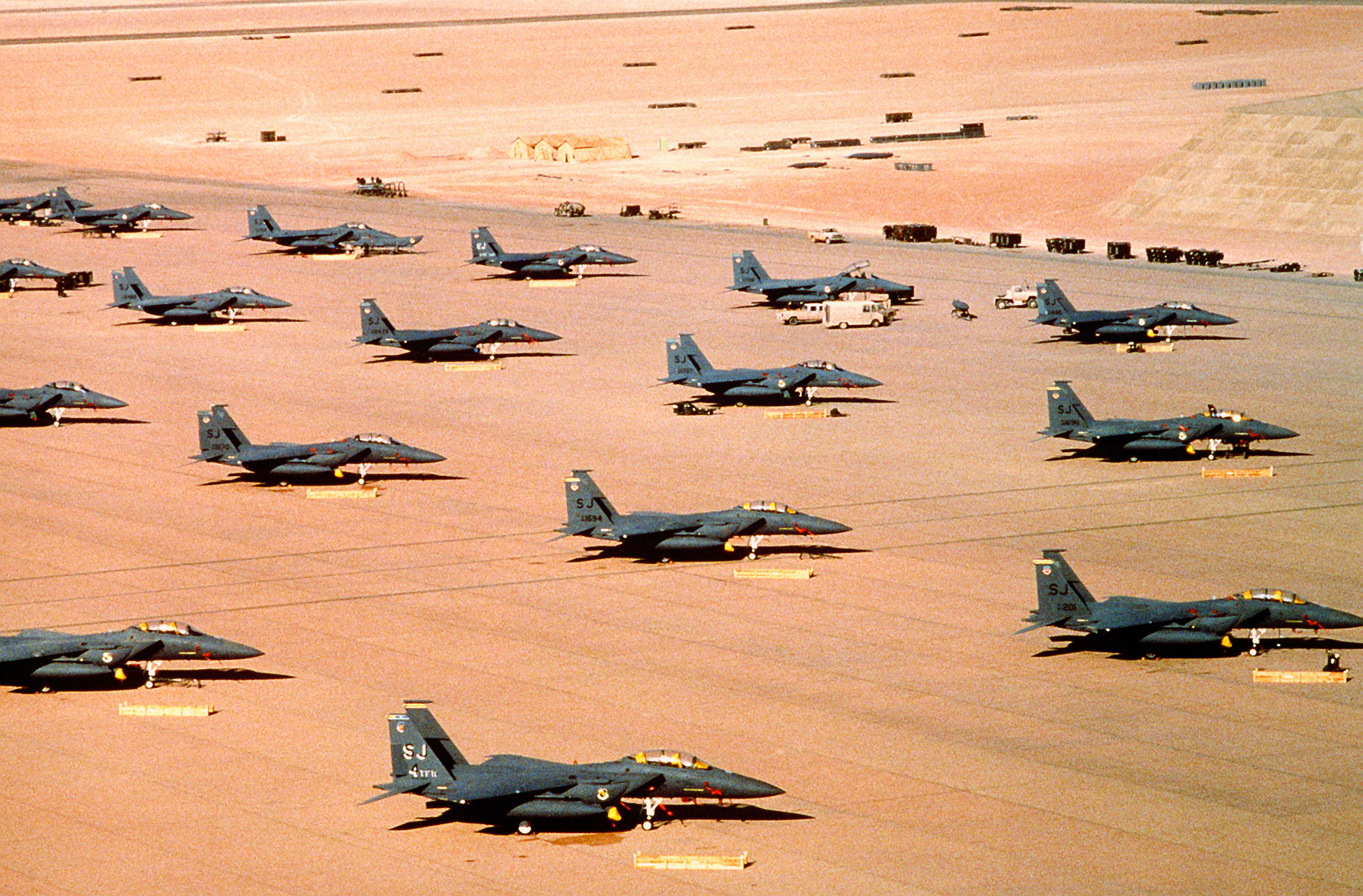
Une petite partie des F-15 Strike Eagle de l'USAF durant la guerre du Golfe de 1991, ces chasseurs-bombardiers biplace entrés en service en 1986 transportent une charge offensive pouvant dépasser les 10 tonnes contre 3 tonnes pour le Boeing B-17 Flying Fortress avec une précision démultipliée.

La théorie de Warden se fonde sur la précision grandissante des armes, notamment les smart bombs ou precision-guided missiles (PGM), et sur l'utilisation de l'aviation, qui de force d'accompagnement des opérations terrestres, devient la force principale. Elle refuse toute attaque directe sur les civils, mais considère comme objectif fondamental la destruction de l'infrastructure assurant la survie de la population, ou de l'organisation sociale (c'est-à-dire les services d'eau, de gaz, les médias, etc.). Ces infrastructures deviennent donc des cibles légitimes de la guerre.
Selon le colonel Kenneth Rizel (2001), qui parle d'« infrastructures duelles » (civiles et militaires), l'application de cette théorie durant la guerre du Golfe aurait fait preuve d'un succès indéniable, bien que moralement problématique. Ainsi, selon lui, si cette campagne aérienne, fondée sur les bombardements stratégiques, a permis d'éviter nombre de dégâts collatéraux, ne faisant que 3 000 morts chez les civils de façon directe malgré le largage de 88 000 tonnes de bombes en 43 jours, la destruction des usines hydroélectriques et autres installations électriques, qui a permis d'anéantir les capacités de command and control (en) de l'armée irakienne, a également provoqué l'explosion d'épidémies de gastro-entérite, de choléra et de typhoïde, en empêchant le fonctionnement des centres de traitement d'eau potable et d'eau usagée. Peut-être 100 000 civils sont ainsi morts indirectement, tandis que le taux de mortalité infantile doublait. « Étant donné ces effets sur les non-combattants, est-ce que les installations d'énergie électrique sont des cibles militaires légitimes ? »

## Évolution
Faisant partie de cette théorie et prévalant comme stratégie des États-Unis et de l'OTAN depuis la guerre du Golfe, le bombardement des infrastructures de téléphonie était considéré comme un objectif stratégique à la fois pour plonger la population dans la confusion et pour couper les communications entre les centres de commandement et les combattants. Les services secrets anglo-saxons et israéliens ont développé depuis des méthodes de guerre psychologique basée sur l'usage extensible des téléphones portables et peuvent désormais choisir de protéger les infrastructures de télécommunication.[réf. à confirmer]